# Stockholm Open 2006 - Qualificazioni singolare
Le qualificazioni del singolare  dello  Stockholm Open 2006 sono state un torneo di tennis preliminare per accedere alla fase finale della manifestazione. I vincitori dell'ultimo turno sono entrati di diritto nel tabellone principale. In caso di ritiro di uno o più giocatori aventi diritto a questi sono subentrati i lucky loser, ossia i giocatori che hanno perso nell'ultimo turno ma che avevano una classifica più alta rispetto agli altri partecipanti che avevano comunque perso nel turno finale.
Le qualificazioni del torneo Stockholm Open 2006 prevedevano 32 partecipanti di cui 4 sono entrati nel tabellone principale.

## Teste di serie
1. Kristian Pless (ultimo turno)
2. Nicolas Devilder (Qualificato)
3. Michaël Llodra (Qualificato)
4. Alexander Peya (ultimo turno)

1. Peter Luczak (secondo turno)
2. Wayne Arthurs (secondo turno)
3. Jacob Adaktusson (ultimo turno)
4. Filip Prpic (secondo turno)

## Qualificati
1. Jonathan Marray
2. Nicolas Devilder

1. Michaël Llodra
2. Peter Wessels

## Tabellone

### Legenda
| - Q = Qualificato - WC = Wild card - LL = Lucky loser | - ALT = Alternate - SE = Special Exempt - PR = Protected Ranking | - w/o = Walkover - r = Ritirato - d = Squalificato |

### Sezione 1
|  | Primo turno       | Primo turno       | Primo turno       | Primo turno | Primo turno |  |  | Secondo turno | Secondo turno   | Secondo turno   | Secondo turno   | Secondo turno |   |   | Ultimo turno | Ultimo turno   | Ultimo turno | Ultimo turno | Ultimo turno |  |
|  |                   |                   |                   |             |             |  |  |               |                 |                 |                 |               |   |   |              |                |              |              |              |  |
|  | 1                 | Kristian Pless    | Kristian Pless    | 6           | 6           |  |  |               |                 |                 |                 |               |   |   |              |                |              |              |              |  |
|  |                   | Jakub Hasek       | Jakub Hasek       | 0           | 3           |  |  | 1             | Kristian Pless  | 68              | 6               | 6             |   |   |              |                |              |              |              |  |
|  | Riccardo Ghedin   | Riccardo Ghedin   | Riccardo Ghedin   | 6           | 6           |  |  |               | Riccardo Ghedin | 7               | 4               | 4             |   |   |              |                |              |              |              |  |
|  | Michał Przysiężny | Michał Przysiężny | Michał Przysiężny | 2           | 4           |  |  |               |                 |                 |                 |               |   |   | 1            | Kristian Pless | 4            | 6            | 2            |  |
|  | Jonathan Marray   | Jonathan Marray   | Jonathan Marray   | 6           | 6           |  |  |               |                 |                 | Jonathan Marray | 6             | 1 | 6 |              |                |              |              |              |  |
|  | Daniel Danilovic  | Daniel Danilovic  | Daniel Danilovic  | 2           | 2           |  |  |               | Jonathan Marray | Jonathan Marray | 6               | 6             |   |   |              |                |              |              |              |  |
|  | 5                 | Peter Luczak      | 4                 | 6           | 6           |  |  | 5             | Peter Luczak    | Peter Luczak    | 4               | 4             |   |   |              |                |              |              |              |  |
|  |                   | Frederik Nielsen  | 6                 | 3           | 4           |  |  |               |                 |                 |                 |               |   |   |              |                |              |              |              |  |

### Sezione 2
|  | Primo turno        | Primo turno        | Primo turno        | Primo turno | Primo turno |  |  | Secondo turno | Secondo turno    | Secondo turno | Secondo turno | Secondo turno |   |   | Ultimo turno | Ultimo turno     | Ultimo turno     | Ultimo turno | Ultimo turno |  |
|  |                    |                    |                    |             |             |  |  |               |                  |               |               |               |   |   |              |                  |                  |              |              |  |
|  | 2                  | Nicolas Devilder   | Nicolas Devilder   | 7           | 6           |  |  |               |                  |               |               |               |   |   |              |                  |                  |              |              |  |
|  |                    | Marcus Sarstrand   | Marcus Sarstrand   | 5           | 3           |  |  | 2             | Nicolas Devilder | 7             | 6(1)          | 7             |   |   |              |                  |                  |              |              |  |
|  | Bjorn Rehnquist    | Bjorn Rehnquist    | Bjorn Rehnquist    | 6           | 6           |  |  |               | Bjorn Rehnquist  | 65            | 7             | 5             |   |   |              |                  |                  |              |              |  |
|  | Adam Chadaj        | Adam Chadaj        | Adam Chadaj        | 4           | 1           |  |  |               |                  |               |               |               |   |   | 2            | Nicolas Devilder | Nicolas Devilder | 6            | 6            |  |
|  | Alan Mackin        | Alan Mackin        | Alan Mackin        | 7           | 6           |  |  |               |                  |               | Alan Mackin   | Alan Mackin   | 1 | 4 |              |                  |                  |              |              |  |
|  | Philipp Petzschner | Philipp Petzschner | Philipp Petzschner | 63          | 2           |  |  |               | Alan Mackin      | 6             | 1             | 6             |   |   |              |                  |                  |              |              |  |
|  | 8                  | Filip Prpic        | Filip Prpic        | 6           | 6           |  |  | 8             | Filip Prpic      | 4             | 6             | 4             |   |   |              |                  |                  |              |              |  |
|  |                    | Tobias Kamke       | Tobias Kamke       | 2           | 1           |  |  |               |                  |               |               |               |   |   |              |                  |                  |              |              |  |

### Sezione 3
|  | Primo turno    | Primo turno      | Primo turno      | Primo turno | Primo turno |  |  | Secondo turno | Secondo turno    | Secondo turno | Secondo turno    | Secondo turno    |   |   | Ultimo turno | Ultimo turno   | Ultimo turno   | Ultimo turno | Ultimo turno |  |
|  |                |                  |                  |             |             |  |  |               |                  |               |                  |                  |   |   |              |                |                |              |              |  |
|  | 3              | Michaël Llodra   | Michaël Llodra   | 6           | 6           |  |  |               |                  |               |                  |                  |   |   |              |                |                |              |              |  |
|  |                | Carl Bergman     | Carl Bergman     | 4           | 2           |  |  | 3             | Michaël Llodra   | 5             | 7                | 7                |   |   |              |                |                |              |              |  |
|  | Rameez Junaid  | Rameez Junaid    | Rameez Junaid    | 6           | 6           |  |  |               | Rameez Junaid    | 7             | 5                | 5                |   |   |              |                |                |              |              |  |
|  | Timo Nieminen  | Timo Nieminen    | Timo Nieminen    | 3           | 0           |  |  |               |                  |               |                  |                  |   |   | 3            | Michaël Llodra | Michaël Llodra | 6            | 6            |  |
|  | James Auckland | James Auckland   | 4                | 7           | 6           |  |  |               |                  | 7             | Jacob Adaktusson | Jacob Adaktusson | 2 | 2 |              |                |                |              |              |  |
|  | Julian Reister | Julian Reister   | 6                | 5           | 3           |  |  |               | James Auckland   | 6             | 3                | 4                |   |   |              |                |                |              |              |  |
|  | 7              | Jacob Adaktusson | Jacob Adaktusson | 6           | 6           |  |  | 7             | Jacob Adaktusson | 3             | 6                | 6                |   |   |              |                |                |              |              |  |
|  |                | Karl Norberg     | Karl Norberg     | 4           | 2           |  |  |               |                  |               |                  |                  |   |   |              |                |                |              |              |  |

### Sezione 4
|  | Primo turno          | Primo turno          | Primo turno        | Primo turno | Primo turno |  |  | Secondo turno | Secondo turno  | Secondo turno  | Secondo turno | Secondo turno |   |   | Ultimo turno | Ultimo turno   | Ultimo turno   | Ultimo turno | Ultimo turno |  |
|  |                      |                      |                    |             |             |  |  |               |                |                |               |               |   |   |              |                |                |              |              |  |
|  | 4                    | Alexander Peya       | 6                  | 4           | 6           |  |  |               |                |                |               |               |   |   |              |                |                |              |              |  |
|  |                      | Robert Gustafsson    | 3                  | 6           | 3           |  |  | 4             | Alexander Peya | Alexander Peya | 6             | 3             |   |   |              |                |                |              |              |  |
|  | Lars Übel            | Lars Übel            | 6                  | 3           | 6           |  |  |               | Lars Übel      | Lars Übel      | 1             | 1r            |   |   |              |                |                |              |              |  |
|  | Josh Goodall         | Josh Goodall         | 4                  | 6           | 4           |  |  |               |                |                |               |               |   |   | 4            | Alexander Peya | Alexander Peya | 4            | 4            |  |
|  | Peter Wessels        | Peter Wessels        | 3                  | 6           | 6           |  |  |               |                |                | Peter Wessels | Peter Wessels | 6 | 6 |              |                |                |              |              |  |
|  | Aisam-ul-Haq Qureshi | Aisam-ul-Haq Qureshi | 6                  | 1           | 4           |  |  |               | Peter Wessels  | Peter Wessels  | 6             | 6             |   |   |              |                |                |              |              |  |
|  | 6                    | Wayne Arthurs        | Wayne Arthurs      | 6           | 6           |  |  | 6             | Wayne Arthurs  | Wayne Arthurs  | 4             | 4             |   |   |              |                |                |              |              |  |
|  |                      | Michael Ryderstedt   | Michael Ryderstedt | 3           | 4           |  |  |               |                |                |               |               |   |   |              |                |                |              |              |  |